# هنري هسو
هنري هسو (بالصينية: 徐亨) (6 ديسمبر 1912 في الصين - 3 فبراير 2009 في تايوان) هو لاعب كرة قدم وسياسي ولاعب كرة طائرة جمهورية الصين (1912–1949) وتايوان (وحمل سابقاً جنسية جمهورية الصين (1912–1949)).

## وصلات خارجية
- هنري هسو على موقع أوليمبيديا (الإنجليزية)